# Henryk Uziembło

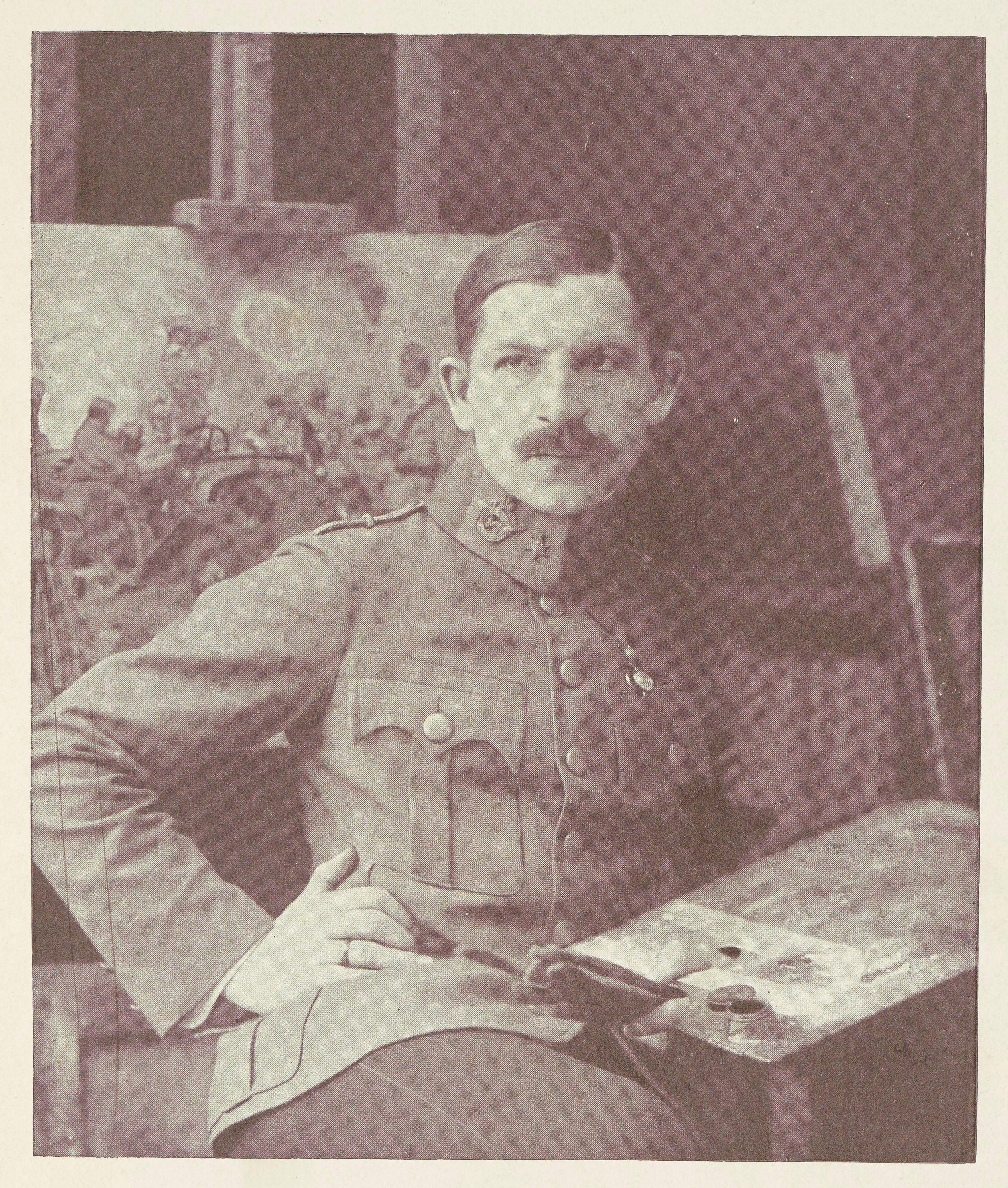
Henryk Uziembło w mundurze porucznika c.k. Armii, fot. nieznanego autora, ok. 1916 r.

Henryk Uziembło herbu Sulima (ur. 27 lutego 1879 w Krzu, zm. 3 sierpnia 1949 w Krakowie) – polski malarz, grafik i projektant.

## Życiorys
W latach 1893–1897 studiował na Wydziale Przemysłu Artystycznego Wyższej Szkoły Przemysłowej w Krakowie, następnie
w latach 1897-1902 w Kunstgewerbeschule des Osterreichisches Museum für Kunst und Industrie w Wiedniu u K. Kargera. Później wracał na studia (1902-1903) do krakowskiej ASP w pracowni T. Axentowicza i S. Wyspiańskiego. W latach 1903–1904 przebywał na dalszych studiach w Paryżu w Académie Julian, studiował pod kierunkiem E. Grasseta, L. Simona i R. Prineta. Kształcił się również w zakresie architektury wnętrz w Londynie (1904-1905), potem wyjechał do Włoch, gdzie zwiedził Rzym i Florencję. W 1906 zorganizował w Wiedniu wystawę swoich prac, która odniosła bardzo duży sukces. Po powrocie do Krakowa pracował dla przemysłu metalurgicznego projektując lampy, świeczniki, naczynia. Jako kierownik artystyczny zakładów witrażowych S. Żeleńskiego dbał o wysoki poziom techniczny i artystyczny prac. W 1908 roku wziął udział w zbiorowej wystawie prac w krakowskim Pałacu Sztuki. W latach 1904–1908 pracował wraz z Włodzimierzem Tetmajerem nad polichromią w kościele parafialnym w Sosnowcu. Zaprojektował witraż do budynku Banku Kredytu Hipotecznego (obecnie Izba Rzemieślnicza) na ul. św. Anny (1908) i witraż przedstawiający Irenę Solską do Jamy Michalika (1910). Był jednym ze współzałożycieli Towarzystwa Polska Sztuka Stosowana (1901).
Projektował między innymi dla rodziny Tarnowskich do pałacu w Dzikowie koło Tarnobrzega, salon w sanatorium dr. Kazimierza Dłuskiego w Zakopanem (1910), fryz w Białej Sali kawiarni Noworolskiego z 1912. W tym samym roku wziął udział w kolejnej wystawie Architektura Wnętrz w Otoczeniu Ogrodowym. Wygrał wówczas konkurs na urządzenie wnętrz Hotelu Krakowskiego we Lwowie. Zaprojektował także nieistniejące już wnętrza dla krakowskiego kina „Uciecha” w roku 1912 i dla teatru „Bagatela” w 1918–1919. Wnętrze teatru zniszczył pożar, a jak wyglądało ukazują zachowane do dziś negatywy zdjęć przechowywane w Muzeum UJ.
Był jednym z twórców i promotorów tzw. stylu swojskiego w polskim zdobnictwie, charakteryzującego się wykorzystaniem rodzimych  wzorów ludowych. Przez szereg lat kierownikiem artystycznym krakowskiej drukarni Władysława Teodorczuka. Był bardzo wszechstronnym twórcą wykorzystującym w pracy artystycznej wiele technik. Projektował plakaty, okładki książkowe, ilustracje, exlibrisy oraz logotypy.
Powołany do wojska w 1914 w  wieku 35 lat, w październiku 1915 skierowany został do krakowskiego Wydziału Grobów Wojennych jako porucznik pospolitego ruszenia. Pracował w Zespole Malarzy i Grafików  (Maler-Gruppe Nr VI) wykonując szkice i projekty kompozycji cmentarzy,  akwarele makiet i szkiców terenów walk (znana jest jego piękna akwarela cmentarza w Gładyszowie). Był członkiem Komisji Konkursowej dokonującej wyboru projektów cmentarzy. W 1916 urządził  wystawę poświęconą walkom armii austro-węgierskiej, a w szczególności ofensywie majowej w 1915 prezentując szkice i tempery m.in. Przejście  c.k. armii austriackiej przez Dunajec w pościgu za Rosjanami w maju 1915 r., Piechota austriacka w rowach ostrzeliwana przez artylerię rosyjską  pod Tarnowem, Oblężenie Krakowa, Ciężkie haubice  austriackie i inne. Pozostawił też wiele szkiców wojennych – typów żołnierzy, patroli, ruin, scen z okopów itp. Był jednym z najbardziej czynnych  malarzy wojennych c.k. armii austro-węgierskiej. Henryk Uziembło był jednak przede wszystkim Polakiem, gorącym patriotą i rzecznikiem walk o niepodległość, co silnie związało artystę z ideą Legionów Polskich. Stanął wkrótce w  szeregu plastycznych kronikarzy Legionów – obok Leopolda Gottlieba, Stanisława Jankowskiego, Karola Zyndrama-Maszkowskiego, Leona Czechowskiego, Włodzimierza Koniecznego, Wilhelma Wilka-Wyrwińskiego, Kazimierza Dąbrowy-Młodzianowskiego, Zygmunta Rozwadowskiego, Jana Skotnickiego, Kajetana Stefanowicza i Leona Wyczółkowskiego. Pierwsza wystawa prac tych artystów odbyła się w 1916, a następna w 1924 dla Koniecznego i Wilk-Wyrwińskiego (pośmiertna – zginęli na froncie jako oficerowie Legionów) w gmachu Towarzystwa Przyjaciół Sztuk Pięknych w Krakowie. Znaczna część tych prac znajduje się w zbiorach Muzeum  Narodowego w Krakowie. Po wojnie Uziembło był autorem plastycznej oprawy oficjalnego aktu zaślubin Polski z morzem, które odbyły się 10 lutego 1920 w Pucku.
Od 1922 roku do wybuchu II wojny światowej pracował w Państwowej Szkole Sztuk Zdobniczych i Przemysłu Artystycznego w Krakowie. Nadal projektował meble, tkaniny, mozaiki (fasada Muzeum Przemysłowo-Technicznego) oraz grafikę książkową. 3 sierpnia 1949 wybrał się do Teatru im. Słowackiego na przedstawienie, podczas którego zasłabł. Mimo szybkiej pomocy zmarł tego samego dnia w szpitalu. Spoczywa na cmentarzu Rakowickim (kwatera O).

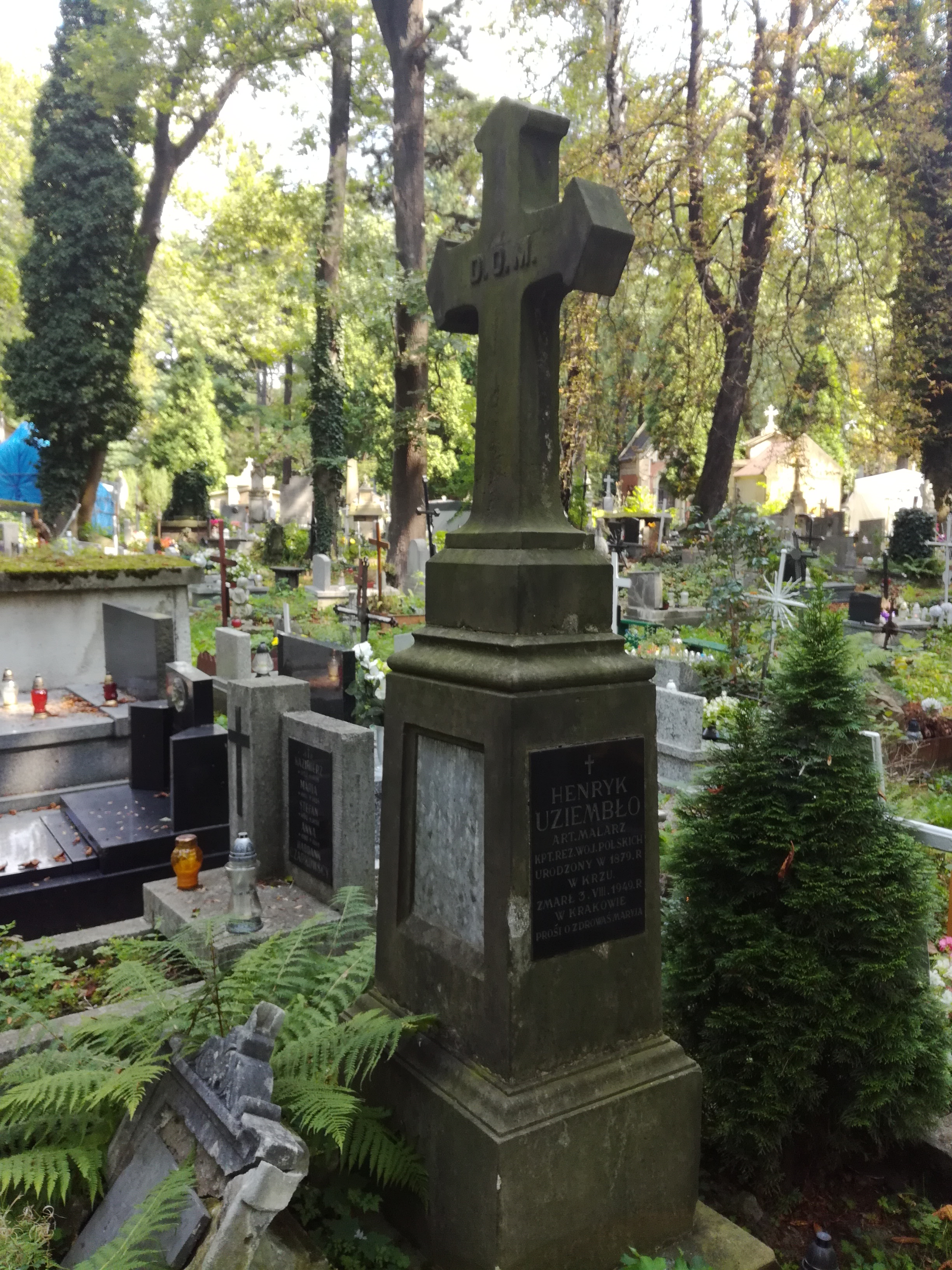
Grób Henryka Uziembły

Widoki Polesia
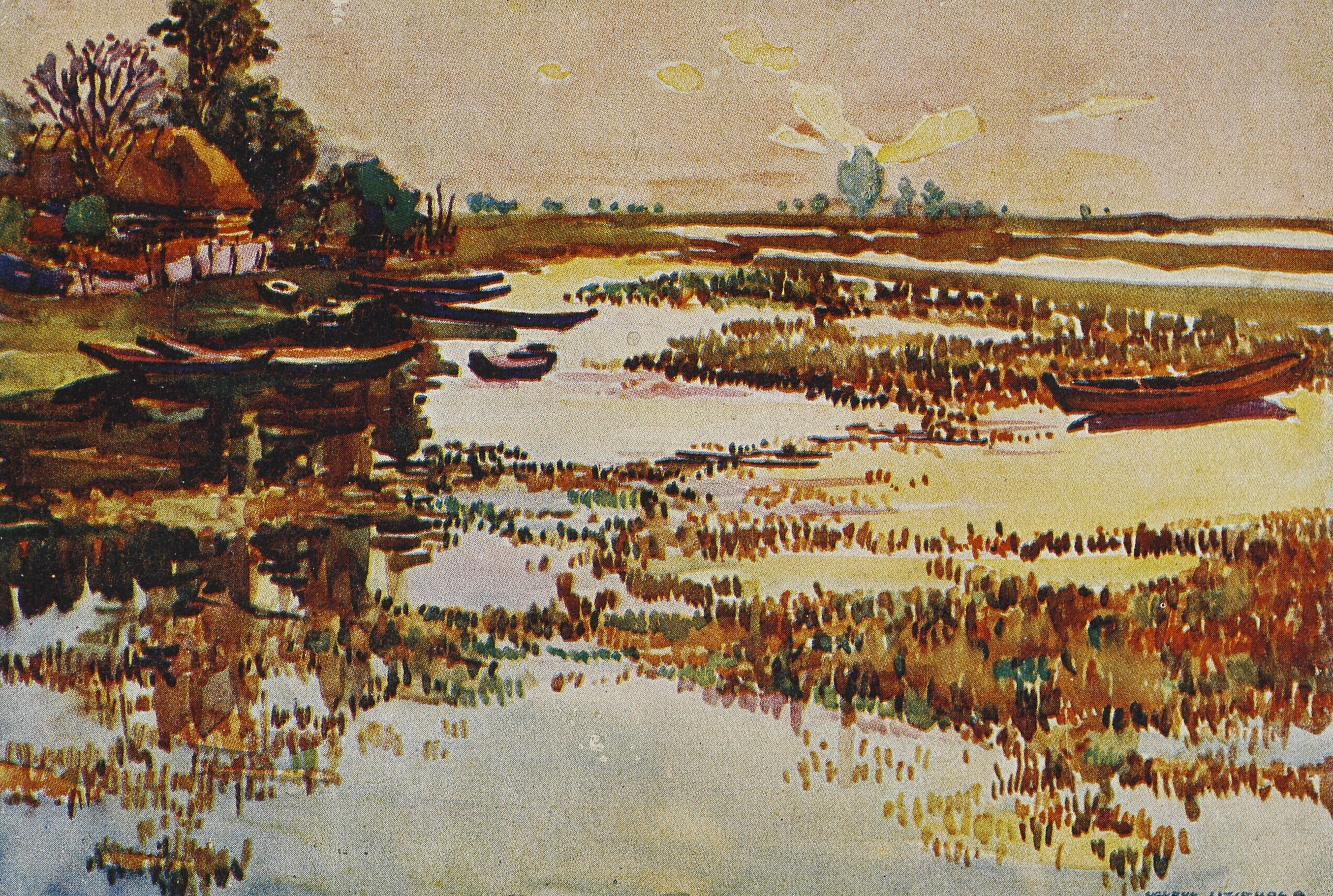
Futor na Prypeci
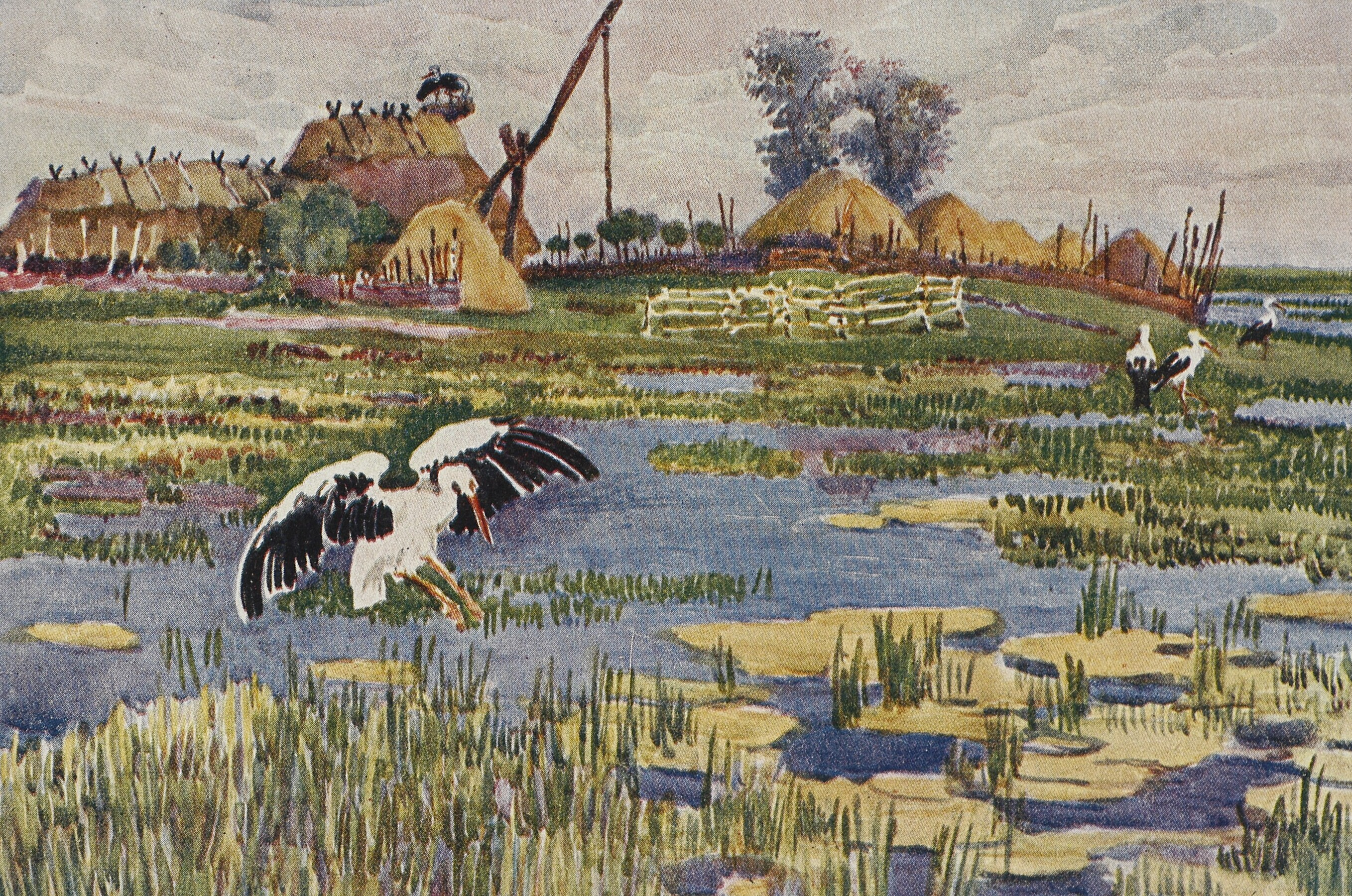
Futor w błotach poleskich
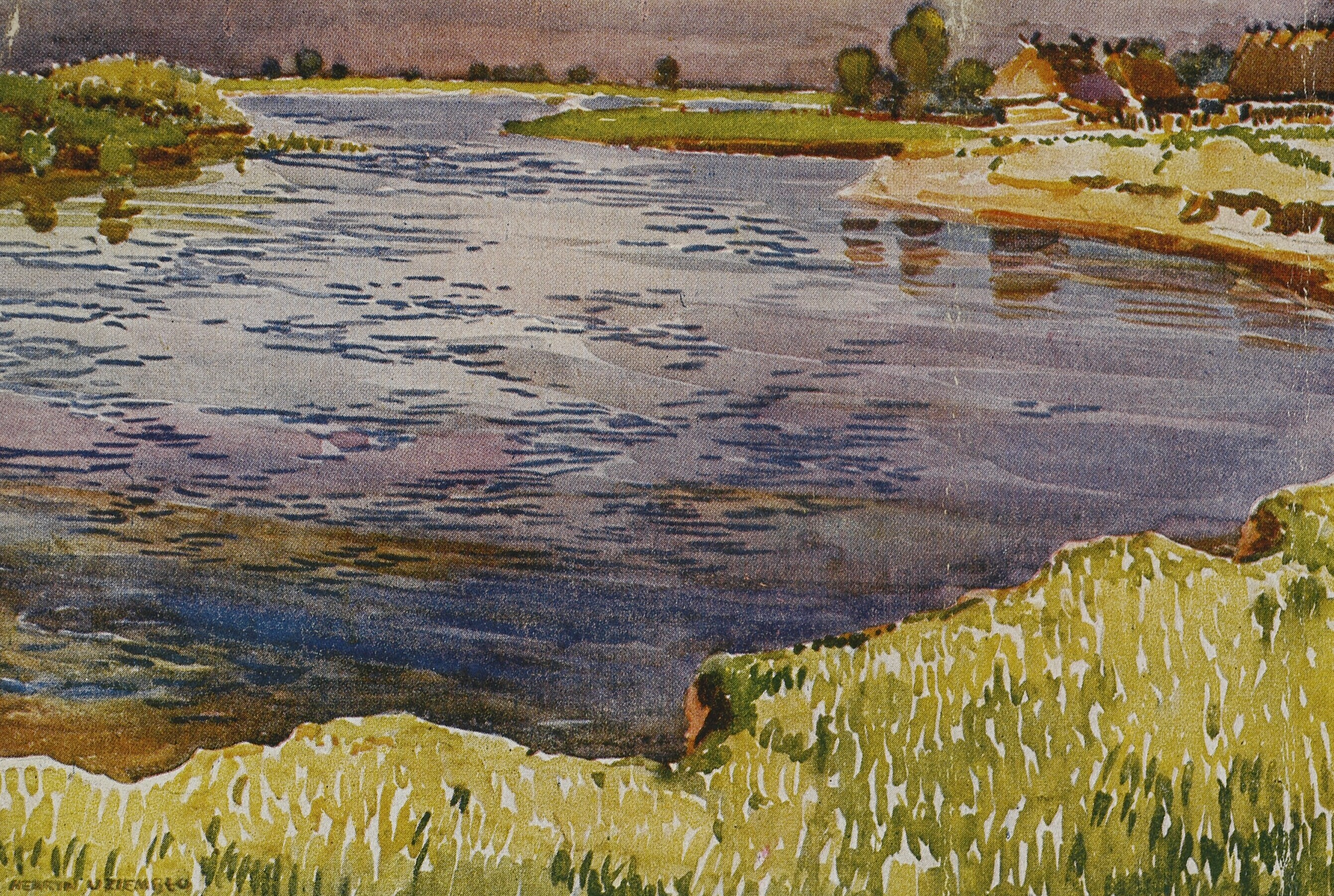
Prypeć
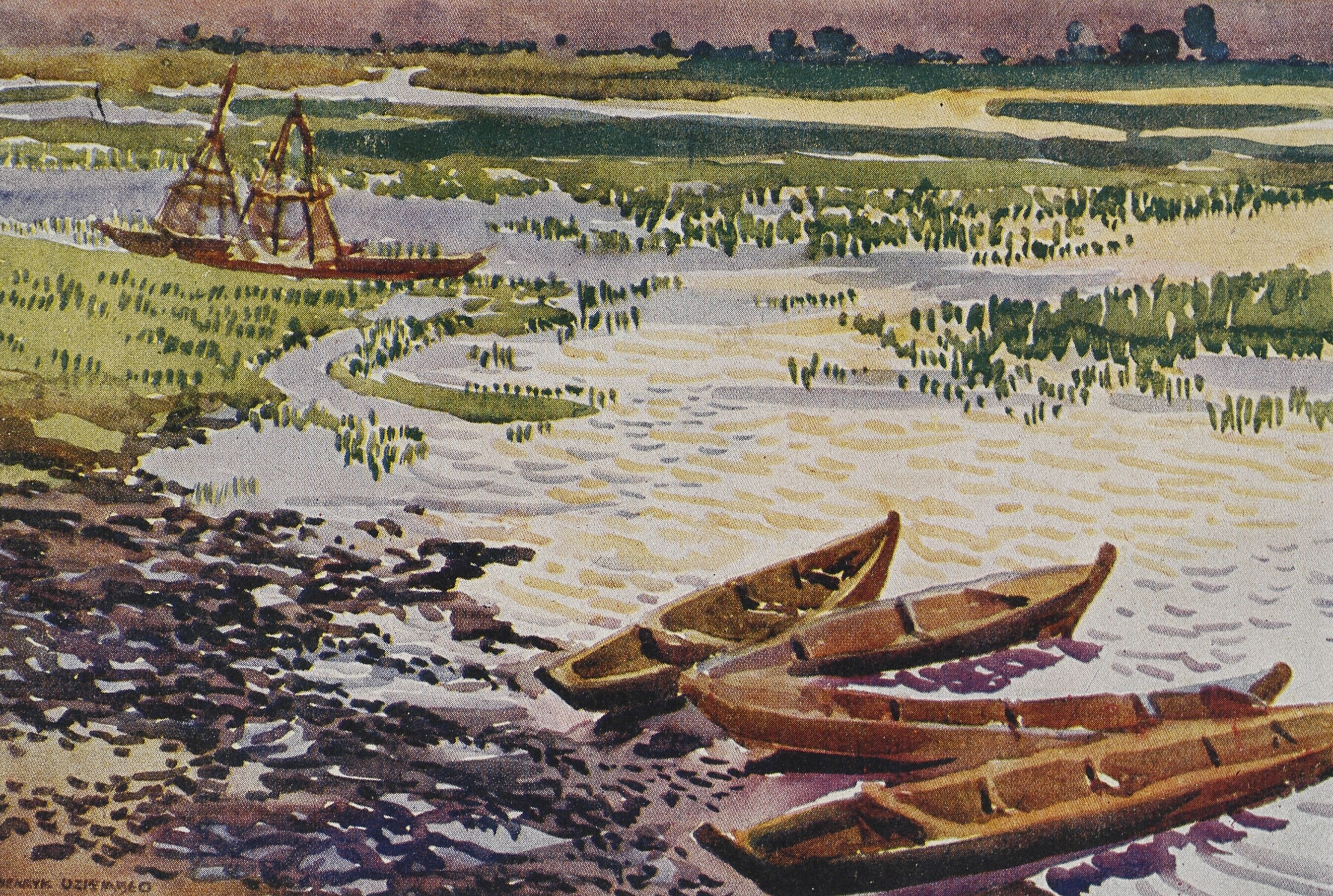
Rozlewiska Prypeci
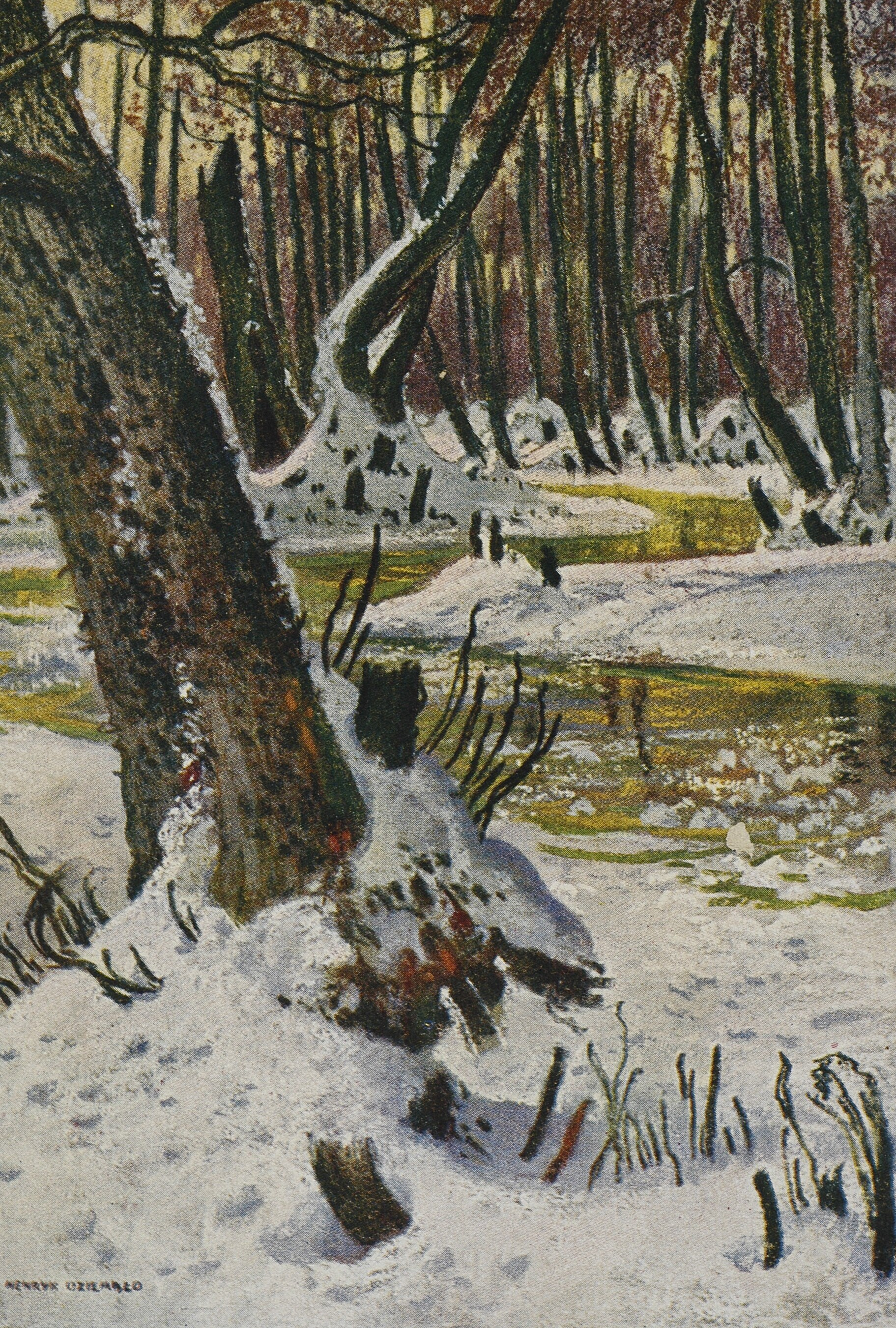
Puszcza Olchowa na Polesiu
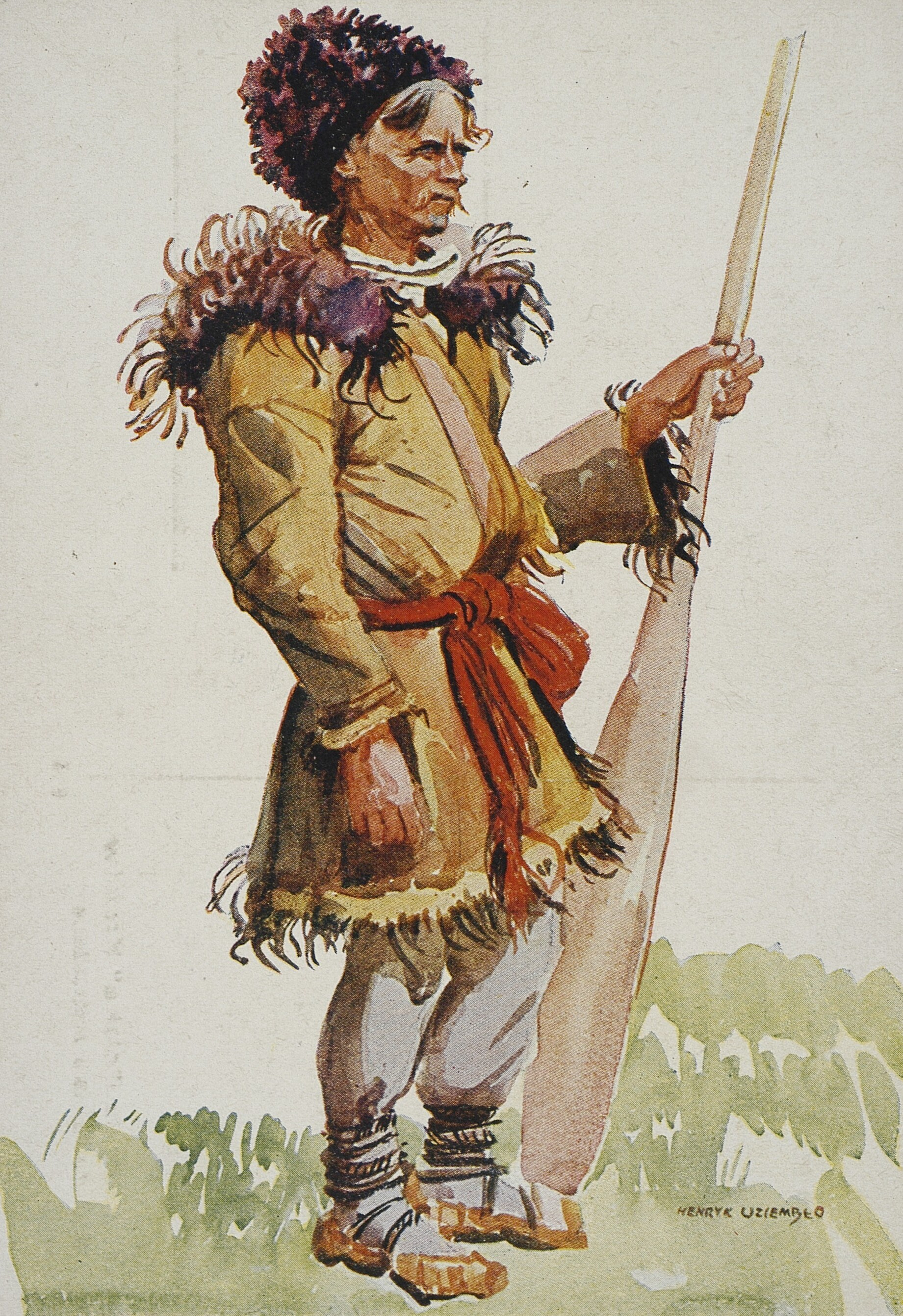
Poleszczuk
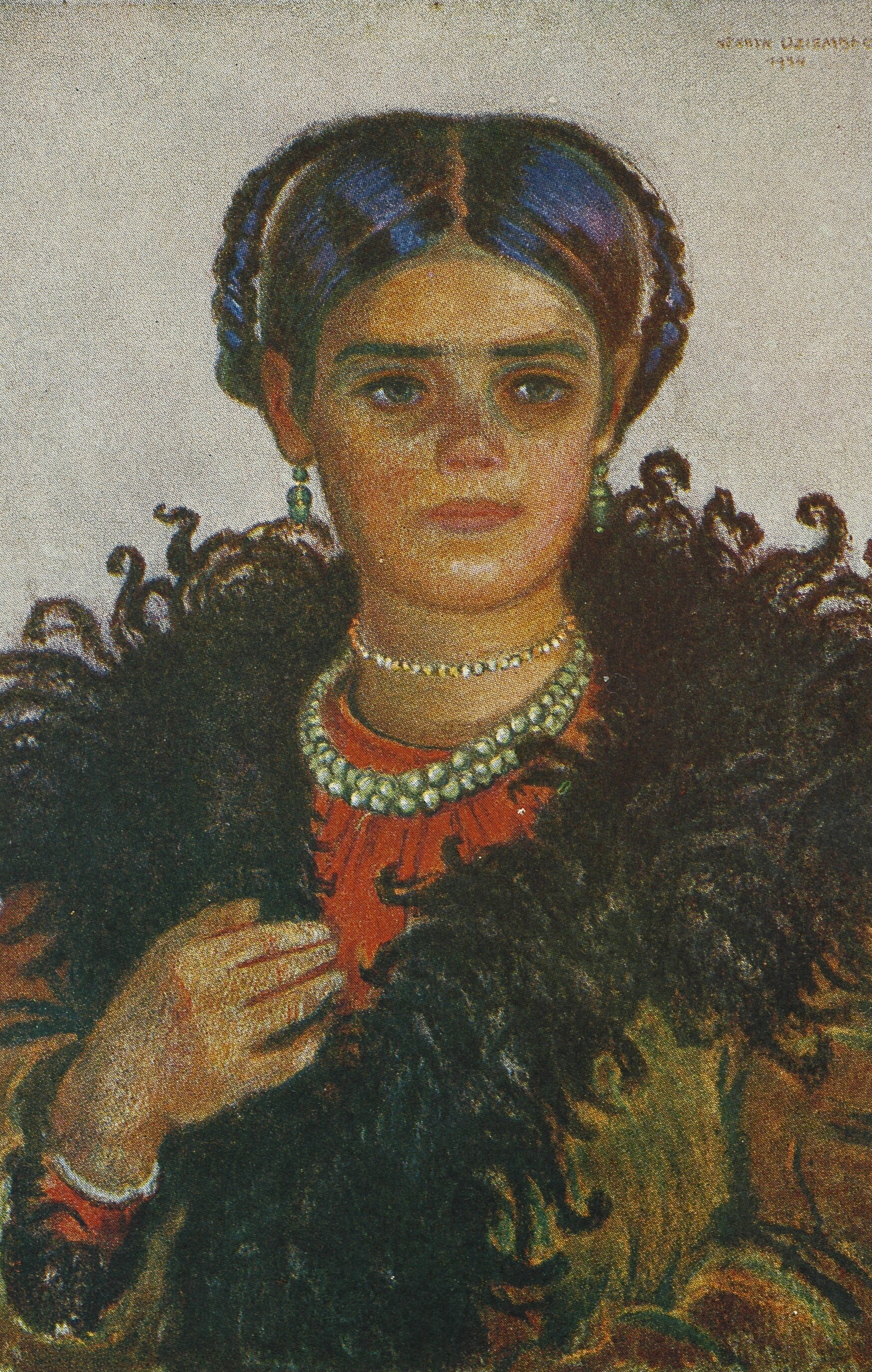
Dziewczyna Poleska

## Witraże projektu Uziembły

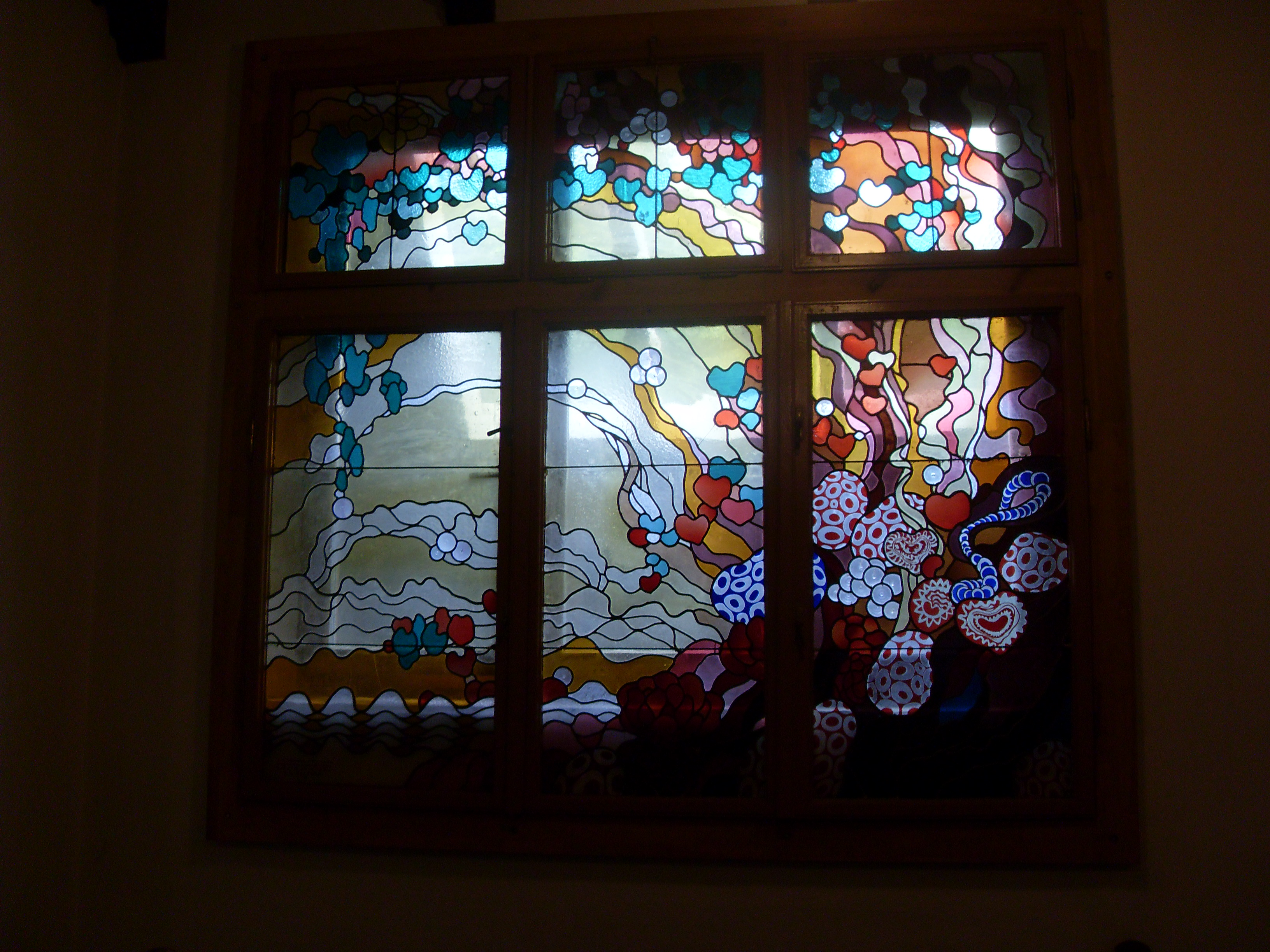
Willa dyrektorów kopalni Siersza, Trzbinia-Siersza ul. Grunwaldzka 29.
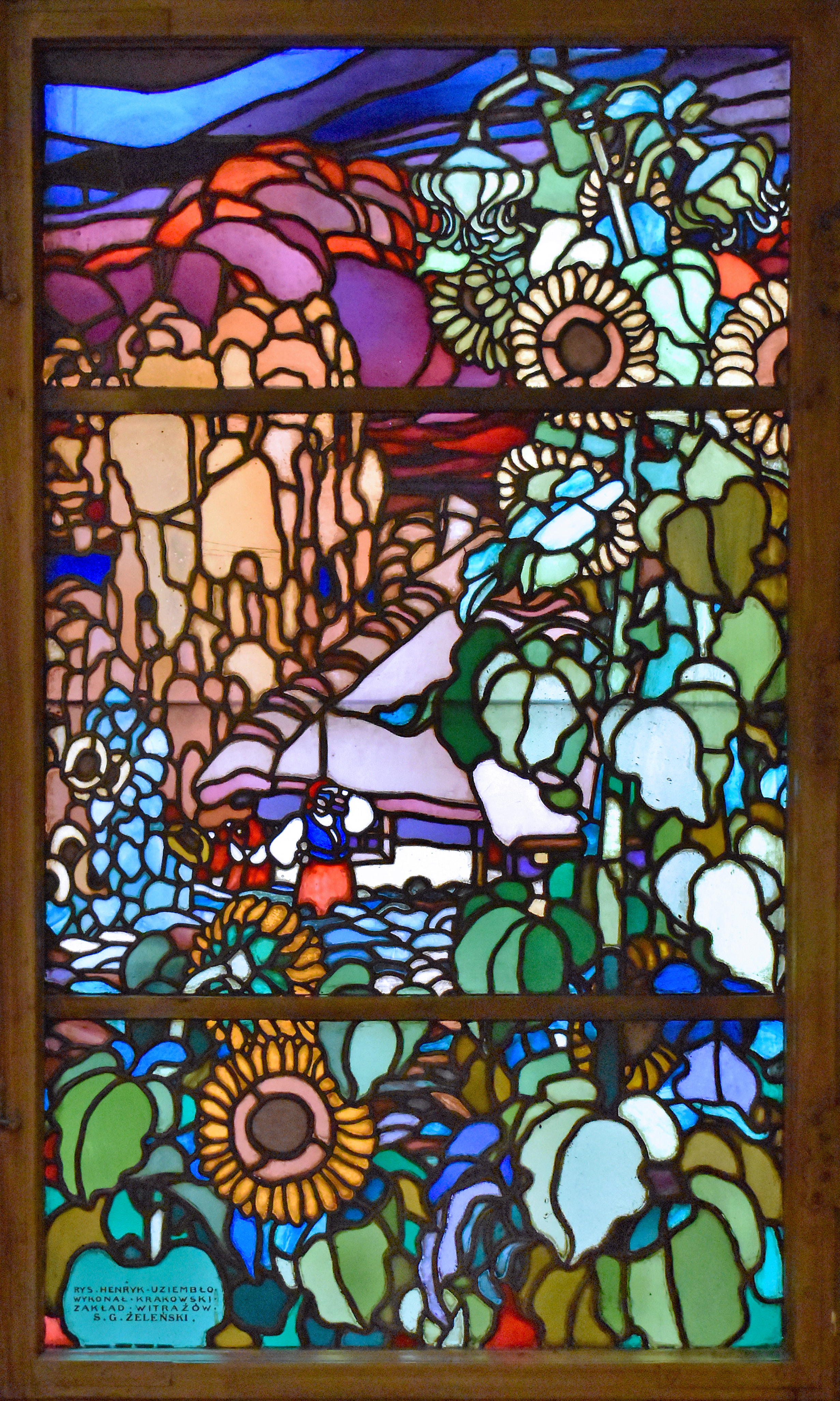
”Wiejski ogródek” Dom Izby Rzemieślniczej I piętro, Kraków ul. św. Anny 9.
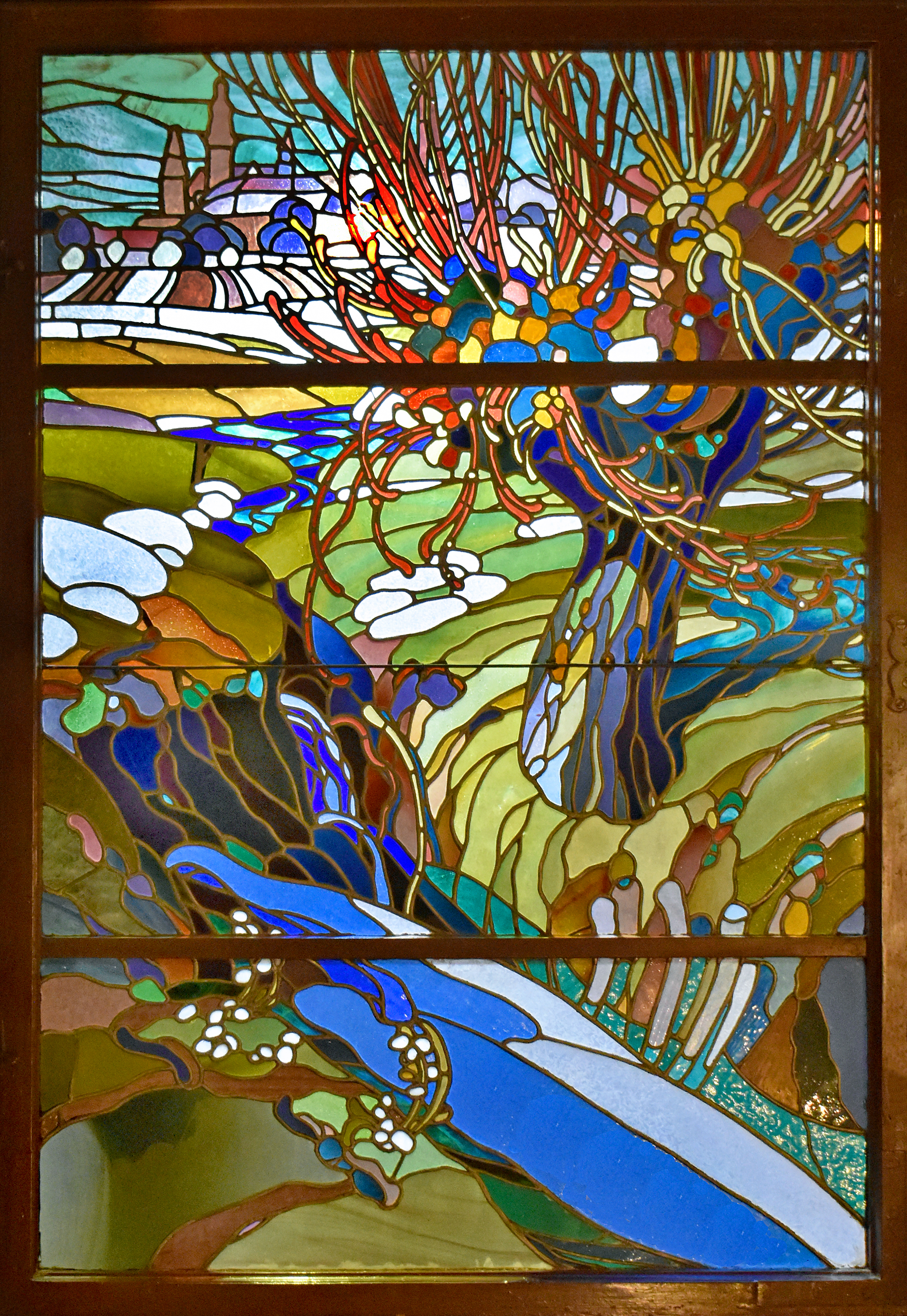
”Wierzba” Dom Izby Rzemieślniczej II piętro, Kraków ul. św. Anny 9.